# Graham Brown (cầu thủ bóng đá, sinh năm 1950)
Graham Frederick Brown (sinh ngày 5 tháng 11 năm 1950) là một cựu cầu thủ bóng đá người Anh thi đấu ở vị trí thủ môn ở Football League cho Leicester City and ở Bóng đá non-league cho Burton Albion.